# Sermoneta
Sermoneta (7.480 habitantes) es un municipio de la provincia de Latina.
Con su aspecto medieval, es un lugar muy visitado por los turistas. Destaca su catedral (el Duomo) y el Castello Caetani. Cerca se encuentra el pueblo abandonado de Ninfa, rehabilitado como jardín.

## Notable residents
- Marco Lo Russo, músico, acordeonista, compositor

## Evolución demográfica
| Gráfica de evolución demográfica de Sermoneta entre 1861 y 2001 |
|                                                                 |
| Fuente ISTAT - elaboración gráfica de Wikipedia                 |